# ظهیرالدین کازرونی
ظهیرالدین کازرونی مشهور به ظهیر از علمای مشهور قرن هفتم هجری است. وی در سال ۶۱۱ هجری قمری در کازرون ولادت یافت. از آثار وی می‌توان به الاسدیّه فی اللغه، تغزلّات الکازرونیه، الدزوه العلیا فی سیره المصطفی، روضه الاریب فی تاریخ، الملاحز فی الفلاحه، کنزالحساب فی الحساب اشاره نمود.

در سال ۶۹۸ هجری قمری در بغداد  درگذشت. در کتاب الحوادث الجامعه در مورد او نوشته شده است: «مردی عالم و فاضل بود. در دیوان کارهای بزرگی را بر عهده داشت. کتاب تاریخی تألیف کرد و کتابی در اختیارات نوشت که بر سیاق کتاب اختیارات ابن‌حرّاز بود که برای شرف‌الدین اقبال شرابی ساخته بود. خطی خوش می‌نوشت. به هنگام مرگ، سالش از هشتاد درگذشته بود».